# عقرب سوطي بيليتوني
عقرب سوطي بيليتوني (الاسم العلمي: Thelyphonus billitonensis) هو نوع من العنكبوتيات يتبع جنس العقرب السوطي من الفصيلة العقارب السوطية.
سمي هذا النوع نسبة إلى جزيرة بليتونغ في إندونيسيا.